# Ian Peak
Ian Peak är en bergstopp i Antarktis. Den ligger i Östantarktis. Nya Zeeland gör anspråk på området. Toppen på Ian Peak är 2 208 meter över havet, eller 452 meter över den omgivande terrängen. Bredden vid basen är 3,8 km.
Terrängen runt Ian Peak är huvudsakligen kuperad. Trakten är obefolkad. Det finns inga samhällen i närheten. 